# Primorsko smilje
Primorsko smilje ili sredozemno smilje (lat. Helichrysum italicum) cvjetnica je iz roda Helichrysum. Raste na suhom, kamenitom ili pjeskovitom tlu u mediteranskom bazenu. Stabljike su u osnovi drvenaste i mogu doseći visinu od 60 centimetara. Grozdovi žutih cvjetova formiraju se ljeti, zadržavaju boju nakon branja i koriste se u suhim cvjetnim aranžmanima. U Hrvatskoj raste uz jadransku obalu te po otocima. 
Koristi se kao fiksator u parfemima i ima intenzivan miris. Može se koristiti i kao začin te ljekovita biljka.

## Sastav eteričnog ulja
- 14 bis 54 % Nerilacetat (10,4 %)
- 2 bis 34 % α-Pinen (12,8 %)
- 0 bis 16 % γ-kurkumen
- 0 bis 17 % β-Selinen
- 0 bis 36 % Geraniol
- 0 bis 12 % (E)-Nerolidol
- 0 bis 11 % β-kariofilen
- 9 bis 25 % Linalol
- 6 bis 15 % Limonen
- 2-Metil-cikloheksilpentanoat (11,1 %)
- 1,7-Di-epi-α-Cedren (6,8 %)[4]

## Ljekovitost
Razni pripravci  smilja (tekući ekstrakt, sirup, aerosol, biljni čajevi) mogu se koristiti kod bolesti dišnog sustava , kod reumatskih bolesti i alergijskih bolesti, kod bolesti jetre, flebitisa , glavobolja pa čak i opeklina te za liječenje ozeblina.Izvrsno  dljeluje i na  hematome  te je  odlično za  kožu.

## Galerija
- Grm primorskog smilja
- Cvat primorskog smilja
- Detalj cvata
- Detalj listova

## Vanjske poveznice
https://pfaf.org/user/Plant.aspx?LatinName=Helichrysum+italicum